# Laringofono

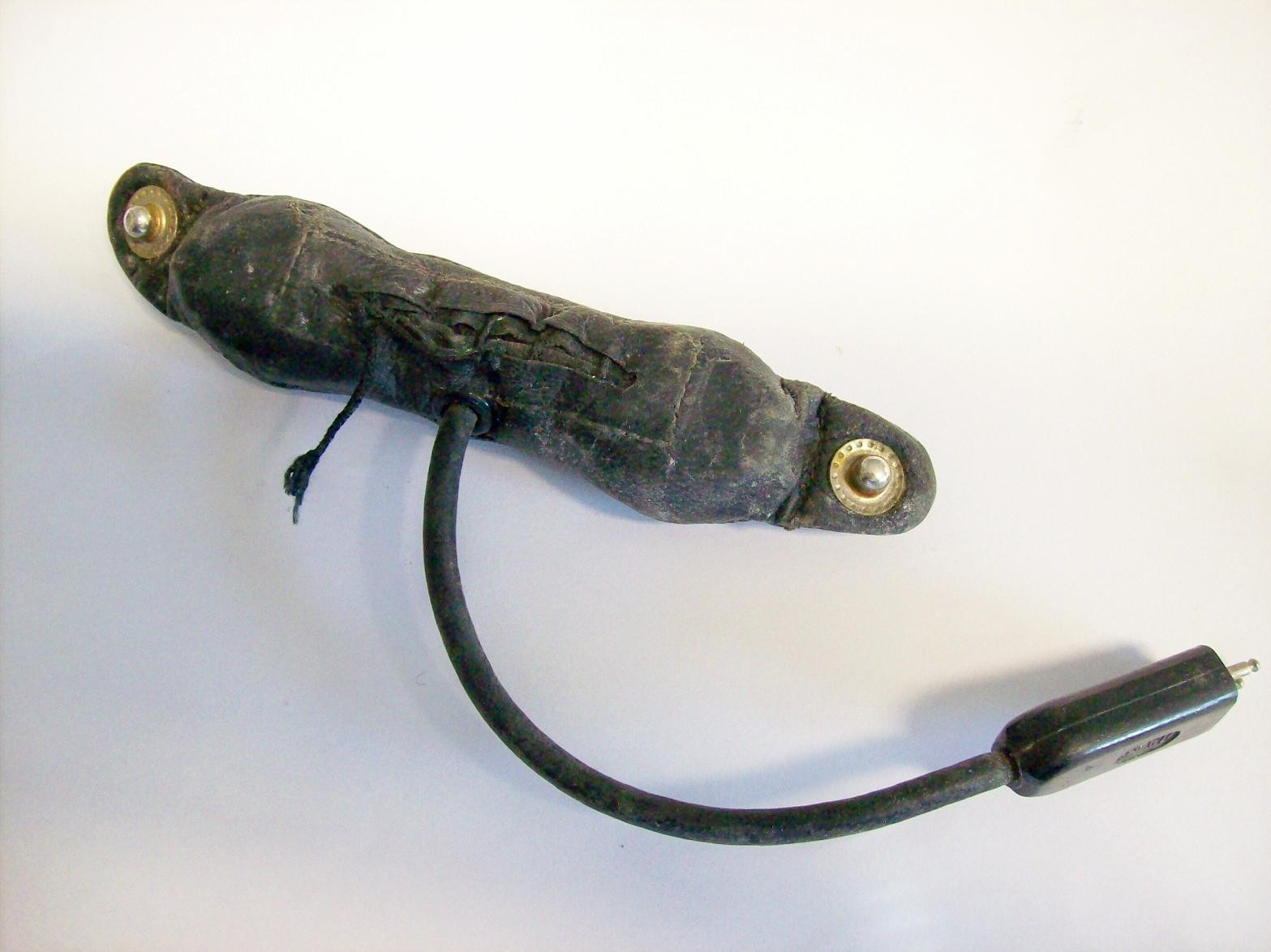
Laringofono LA-5, usato dall'aviazione sovietica negli anni 80

Il laringofono è un tipo di microfono che capta il suono tramite sensori direttamente a contatto con il collo. Data la sua progettazione, è capace di captare la voce in ambienti rumorosi, come su una motocicletta o in una discoteca, dove altri tipi di microfoni non funzionerebbero bene perché la voce sarebbe sovrastata dal rumore ambientale.
Questo tipo di microfono è inoltre capace di captare i sussurri, e funziona bene in ambienti dove bisogna essere silenziosi comunicando con gli altri a distanza, come durante un'operazione militare segreta. I laringofoni furono utilizzati intensamente negli aerei durante la II guerra mondiale, e dagli equipaggi dei carrarmati tedeschi. 
Sono disponibili nuovi dispositivi a elemento unico che rendono il laringofono molto più comodo da indossare dei vecchi modelli. Inoltre questa nuova generazione di laringofoni fornisce varie uscite e risposta in frequenza, per soddisfare una gran varietà di apparecchi di comunicazione, come radio portatili digitali e analogiche, sistemi TETRA & P25, telefoni cellulari. 
I laringofoni sono molto utili in aree molto rumorose o quando è richiesta la protezione respiratoria. Molte maschere a copertura totale SCBA, SAR, SABA PAPR, o le maschere ri-respiratori, non sono predisposte per un microfono interno. Quindi il laringofono può essere usato con sicurezza perché è posizionato al di fuori della maschera, e non compromette la protezione respiratoria, né viola la conformità e la certificazione della maschera stessa.